# Мудар Бадран
Мудар Бадран (арап. مضر بدران; 18. јануар 1934 — 22. април 2023) био је јордански политичар, министар, индустријалац и премијер.

## Биографија
Рођен је 18. јануара 1934. у Џерашу у палестинској породици. Отац му је био из Наблуса, а млађи брат Аднан Бадран, премијер Јордана 2005.
Студирао је право на Универзитету у Дамаску. Каријеру је започео као официр у јорданској војсци. Касније је радио као директор Генералне обавештајне управе 1970-их, током Јорданског грађанског рата. Након тога је постао шеф Хашемитског краљевског суда, а затим и министар просвете.
Премијер Јордана је био од 1976. до 1984. године, са кратким прекидом од 1979. до 1980. Поново је именован на ту функцију 4. децембра 1989. Бадранов трећи мандат трајао је до 1991. године, када је Јордан поново постао демократска држава, а сенат је поново добио своја легитимна овлашћења после две деценије без парламентарних избора. Радио је више од осам година као премијер, што га је учинило другим премијером Јордана са најдужим стажом, одмах након Заједа Рифаиа.
Радио је као министар спољних послова од 1976. до 1979. године и као министар одбране већину времена док је био премијер. Био је близак сарадник Хусеина од Јордана.
Године 1993. је именован за члана сената, а почасни докторат економије је добио 2011. на Хашемитском универзитету. Био је мета неуспелог атентата у Аману фебруара 1981. од сиријских одбрамбених компанија.
Године 1993. је основао компанију Jordan Steel P.L.C. која је постала водећи произвођач челика у земљи. Имао је два сина и три ћерке од којих је једна, Рим, била посланица у Представничком дому. Преминуо је 22. априла 2023. године.